# مقاطعة سالين (إلينوي)
مقاطعة سالين (بالإنجليزية: Saline County)‏ هي إحدى المقاطعات في ولاية إلينوي في الولايات المتحدة الأمريكية.